# ВЕС Havsnäs
ВЕС Havsnäs — наземна вітрова електростанція у Швеції, знаходиться у центральній частині країни в лені Ємтланд.
Майданчик для станції обрали в комуні Стремсунд, за три десятки кілометрів на північний схід від центру цієї адміністративної одиниці. ВЕС знаходиться на західному узбережжі озера Flasjon, та складається із трьох блоків, на яких розташували 48 вітрових турбін данської компанії Vestas: 45 типу V90/2000 та 3 типу V90/1800. Діаметр ротора у них однаковий, проте дещо відрізняється потужність — 2 та 1,8 МВт відповідно. Вітроагрегати змонтовано на баштах висотою 95 метрів. Будівельні роботи стартували у 2008 році із прокладання 30 км доріг, а введення станції в експлуатацію відбулось в 2010-му.
За проектом виробництво електроенергії на ВЕС Havsnäs має становити 260 млн кВт-год. на рік.
Видача продукції відбувається до шведської енергомережі по ЛЕП напругою 220 кВ.